# Luis Suárez (Fußballspieler, 1987)
Luis Alberto „Lucho“ Suárez Díaz (* 24. Januar 1987 in Salto) ist ein uruguayischer Fußballspieler. Er steht seit Januar 2024 bei Inter Miami unter Vertrag und gilt als einer der besten Stürmer seiner Generation. Einer seiner Spitznamen ist El Pistolero („der Pistolenschütze“), weil seine Handbewegungen beim Torjubel das Abfeuern einer Pistole simulieren.
Luis Suárez ist Rekordtorschütze der uruguayischen Nationalmannschaft und für seine fußballerischen Leistungen international mit zahlreichen renommierten Auszeichnungen bedacht worden. Er ist neben Ruud van Nistelrooy und Cristiano Ronaldo der einzige Spieler, der in drei verschiedenen europäischen Ligen Torschützenkönig wurde. Suárez ist auch für eine auffällige Häufung von schweren Verstößen gegen den Fair-Play-Gedanken und gegen Regeln des sportlichen Verhaltens bekannt. Dafür wurde er mehrfach mit harten Sanktionen belegt.

## Kindheit und Familie
Suárez kam im saltenischen Barrio Cerro als viertes von sieben Kindern von Rodolfo Suárez und Sandra Díaz zur Welt. Im Alter von sieben Jahren zog er mit seiner Familie nach Montevideo. Die Familie lebte in ärmlichen Verhältnissen: Der Vater, ein ehemaliger Soldat, arbeitete als Hauswart und verließ seine Frau und Kinder, als Luis Suárez etwa neun Jahre alt war. Die Mutter sorgte anschließend als Reinigungskraft für den Lebensunterhalt ihrer Kinder. Auch Luis Suárez selbst trug zu dieser Zeit bereits als Straßenfeger zum Familieneinkommen bei. Seine Schulausbildung begann er zunächst in der Escuela Nº 171.

## Karriere

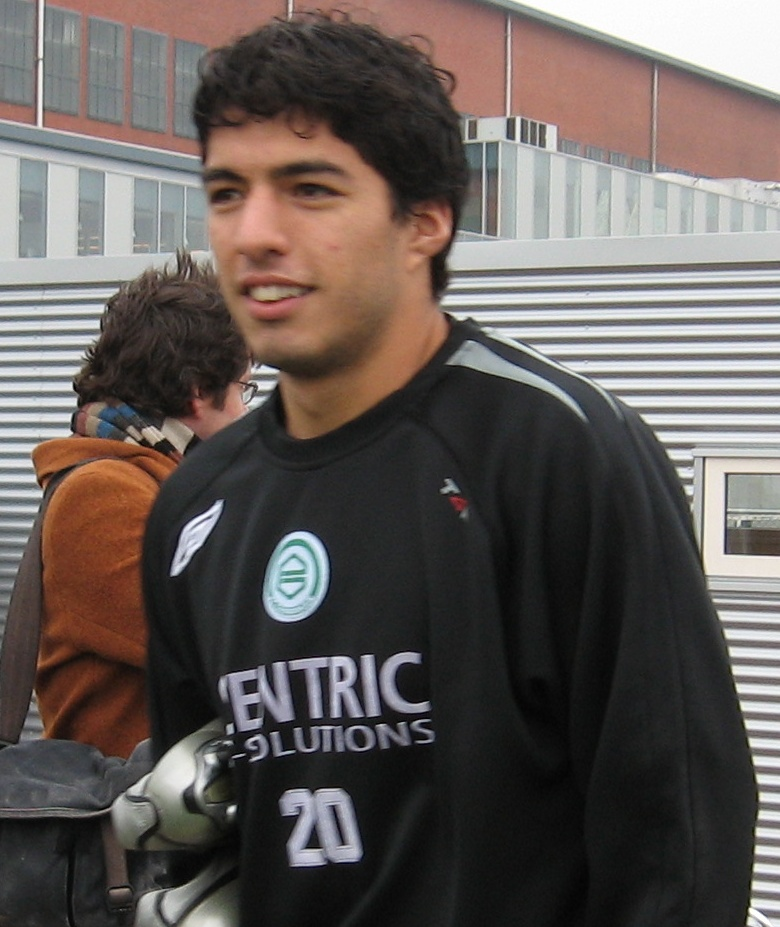
Luis Suárez als Spieler des FC Groningen im Jahr 2006

Mit dem Fußballspielen begann Luis Suárez im Alter von vier Jahren. Seinem Vater, der als rechter Flügelspieler bei Deportivo Artigas in Salto in der Departamento-Auswahl spielte, war bereits zu einem sehr frühen Zeitpunkt seitens des montevideanischen Vereins Danubio Geld geboten worden, damit er sich dem Verein anschließt; er lehnte dies jedoch ab.

### Verein

#### Nacional Montevideo
1998 trat er der Jugendabteilung Nacional Montevideos bei. Nachdem er in der Séptima spielend zwischenzeitlich Probleme gehabt hatte, im Team mitzuhalten, wurde er etwa 14-jährig von den seinerzeit verantwortlichen José Luis Spósito und Wilson Pírez für die Reservemannschaft (Formativas) Nacionals ausgewählt. Im Alter von 16 Jahren stieß er zur Ersten Mannschaft. Zu jener Zeit lebte er in der Pension des Vereins für die aus dem Landesinneren stammenden Spieler, in der auch Sebastián Viera wohnte, welcher Suárez zu Karrierebeginn als sehr ruhigen Spieler charakterisierte. Nachdem er im März 2005 im Rahmen des Punta Cup Torschützenkönig geworden war, debütierte Suárez am 3. Mai 2005 in der Ersten Mannschaft der Bolsos, als er im Spiel der Copa Libertadores gegen den kolumbianischen Verein Atlético Junior für Sebastián Vázquez eingewechselt wurde.
Zunächst war er Ergänzungsspieler, bis er sich in einen Stammplatz im Sturm des Teams erkämpfte. Seinen ersten Pflichtspieltreffer erzielte er am 10. September 2005. In der Saison 2005/06 wurde er uruguayischer Meister. In Apertura und Clausura dieser Meistersaison sind 29 Einsätze und 12 Torerfolge notiert. Die Quellenlage ist hier jedoch uneinheitlich.

#### FC Groningen
Zur Spielzeit 2006/07 wechselte Suárez in die Niederlande zum FC Groningen, wobei je nach Quellenlage eine Ablösesumme von 800.000 Euro bzw. ungefähr eine Million US-Dollar genannt wird.
Zum Zeitpunkt seines Wechsels sprach er weder Niederländisch noch Englisch, sodass ihm die Umstellung anfangs schwerfiel. Über die zweite Mannschaft Groningens integrierte er sich sportlich jedoch schnell und wurde alsbald Stammspieler. Er erzielte in 29 Ligaeinsätzen zehn Treffer.

#### Ajax Amsterdam

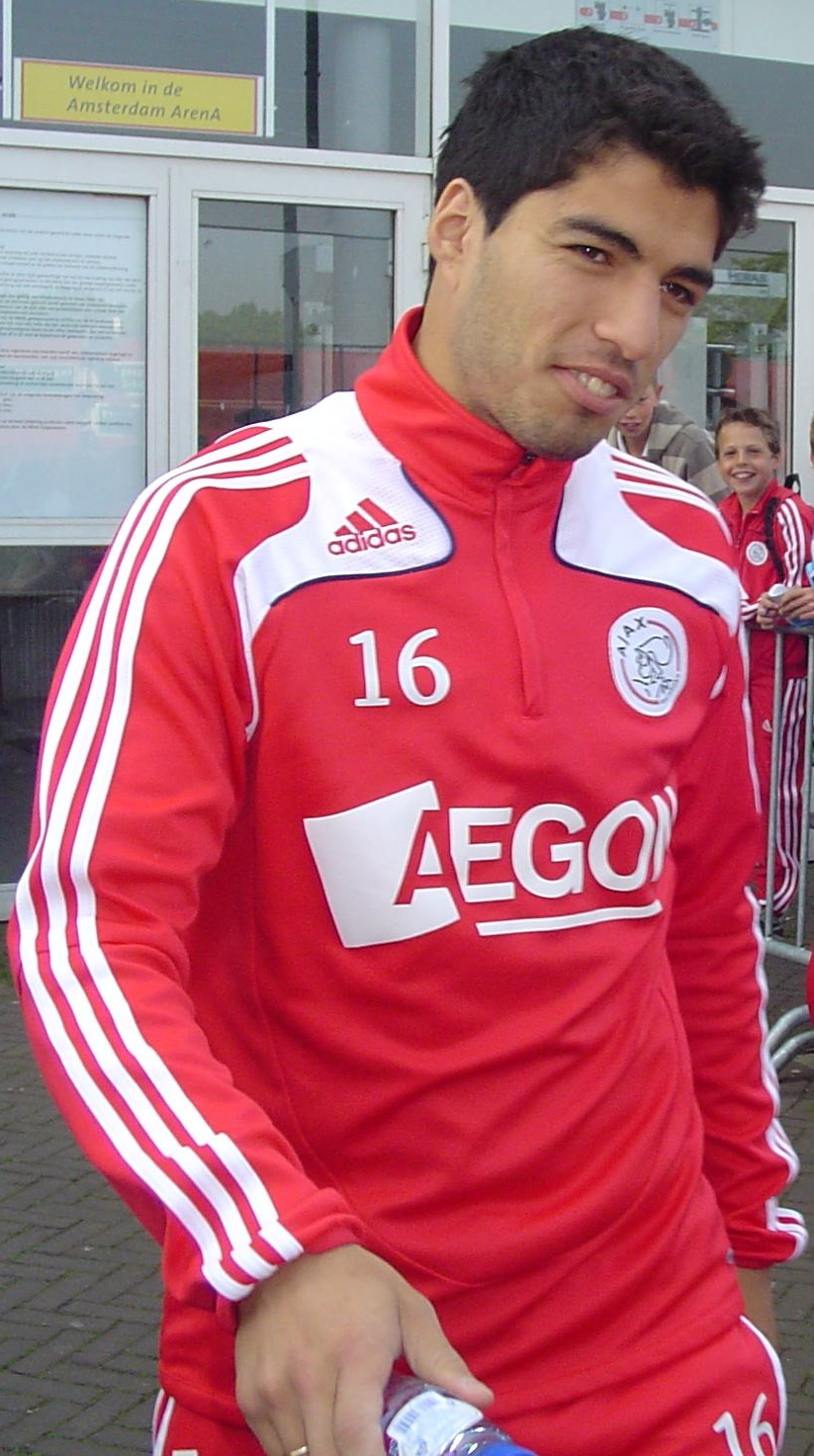
Suárez beim Training von Ajax Amsterdam (2009)

Nach nur einem Jahr in Groningen wechselte der Angreifer im August 2007 für eine Ablösesumme von 7,5 Millionen Euro zum Ligakonkurrenten Ajax Amsterdam. Dort unterschrieb der Uruguayer einen Fünf-Jahres-Vertrag. Sein Pflichtspieldebüt gab Suárez am 15. August 2007 in der Qualifikation zur UEFA Champions League gegen Slavia Prag. Kurz darauf gab er im Spiel gegen VBV De Graafschap Doetinchem sein Ligadebüt und erzielte beim 8:1-Sieg seinen ersten Treffer für Ajax. Suárez schaffte es auf Anhieb, sich bei Ajax durchzusetzen, und hatte zudem das Amt des Mannschaftskapitäns inne. In der Saison 2009/10 erzielte er in 33 Spielen 35 Tore für den Amsterdamer Klub und wurde somit Torschützenkönig der niederländischen Liga. Insgesamt gelangen Suárez in dieser Spielzeit, in der Ajax den niederländischen Pokal gewann, wettbewerbsübergreifend 49 Treffer. Zudem wurde er 2010 auch als Fußballer des Jahres in den Niederlanden vor den Zweit- und Drittplatzierten Dries Mertens und Demy de Zeeuw ausgezeichnet.
Nachdem er im Ligaspiel gegen die PSV Eindhoven einen Gegenspieler in die Schulter gebissen hatte, wurde er im November 2010 vom niederländischen Verband für sieben Pflichtspiele gesperrt. Vor Ablauf der Sperre erfolgte der Wechsel zu Liverpool. Bis zu diesem Zeitpunkt hatte Suárez 159 Pflichtspiele für Ajax absolviert. Seine Trefferausbeute belief sich auf insgesamt 111 Tore.

#### FC Liverpool

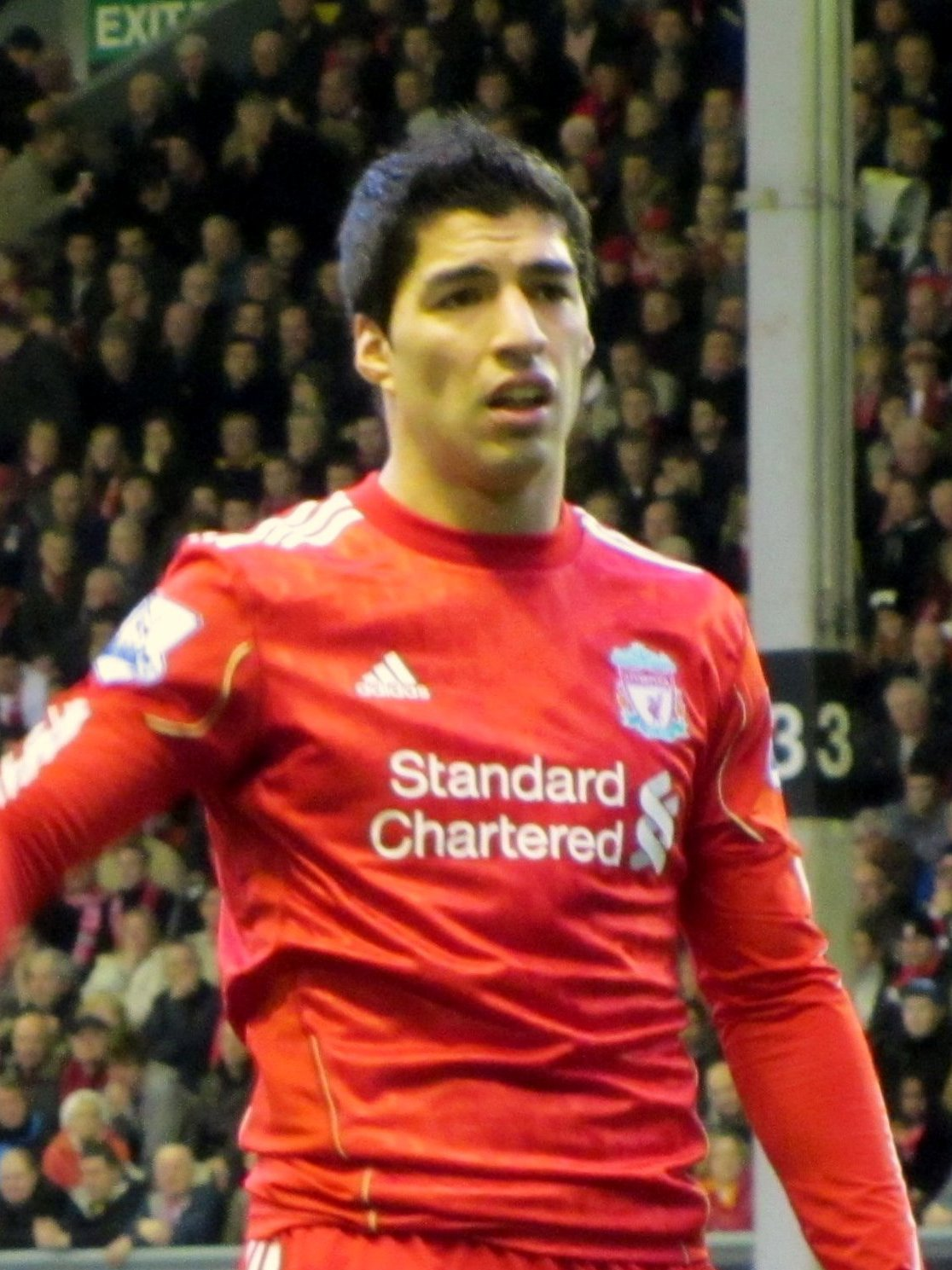
Luis Suárez im Trikot Liverpools (2011)

Ende Januar 2011 wechselte Suárez für eine Ablösesumme von 26,5 Millionen Euro zum FC Liverpool und unterschrieb dort einen Fünfeinhalbjahresvertrag. Sein Debüt für Liverpool absolvierte er am 2. Februar 2011; 16 Minuten nach seiner Einwechslung erzielte er sein erstes Tor.
Gemessen am Anteil von verkauften Fußballertrikots gehörte er im Jahr 2012 zu den zehn beliebtesten Fußballspielern des Vereinigten Königreichs.
In den ersten zweieinhalb Saisons absolvierte er für Liverpool 77 Partien in der Premier League. Dabei erzielte er 38 Treffer. Am 20. Dezember 2013 wurde bekannt gegeben, dass Suárez seinen Vertrag bei den Liverpoolern bis zum Ende der Spielzeit 2017/18 verlängert hat.
In der Spielzeit 2013/14, in der er in den ersten fünf Spielen noch die Sperre aus der Tätlichkeit der Vorsaison gegen Ivanović absaß, kam er in 33 weiteren Ligaspielen zum Zug und schoss 31 Tore. Er belegte mit Liverpool am Saisonende den zweiten Tabellenplatz und wurde somit englischer Vizemeister. In persönlicher Hinsicht sicherte er sich mit seinen 31 erzielten Treffern den Titel des Torschützenkönigs der Premier League mit deutlichem Vorsprung vor seinem Mannschaftskollegen Daniel Sturridge (22 Tore). In jener Saison stellte Suárez zudem mehrere Rekorde auf. So erzielte er am 4. Dezember 2013 beim 5:1-Sieg seiner Mannschaft gegen Norwich City vier Tore. Als erster Spieler in der Geschichte der Premier League gelang es ihm damit zum dritten Mal gegen denselben Verein in einem Spiel drei Treffer zu erzielen. Durch seinen Tordoppelpack am 21. Dezember 2013 war er zudem der erste Spieler in der Ligageschichte Englands, dem es in vier aufeinanderfolgenden Partien gelang, zwei oder mehr Tore zu erzielen, da er bereits in den vorangegangenen Ligaduellen einmal vier und zweimal je zwei Tore geschossen hatte.

#### FC Barcelona

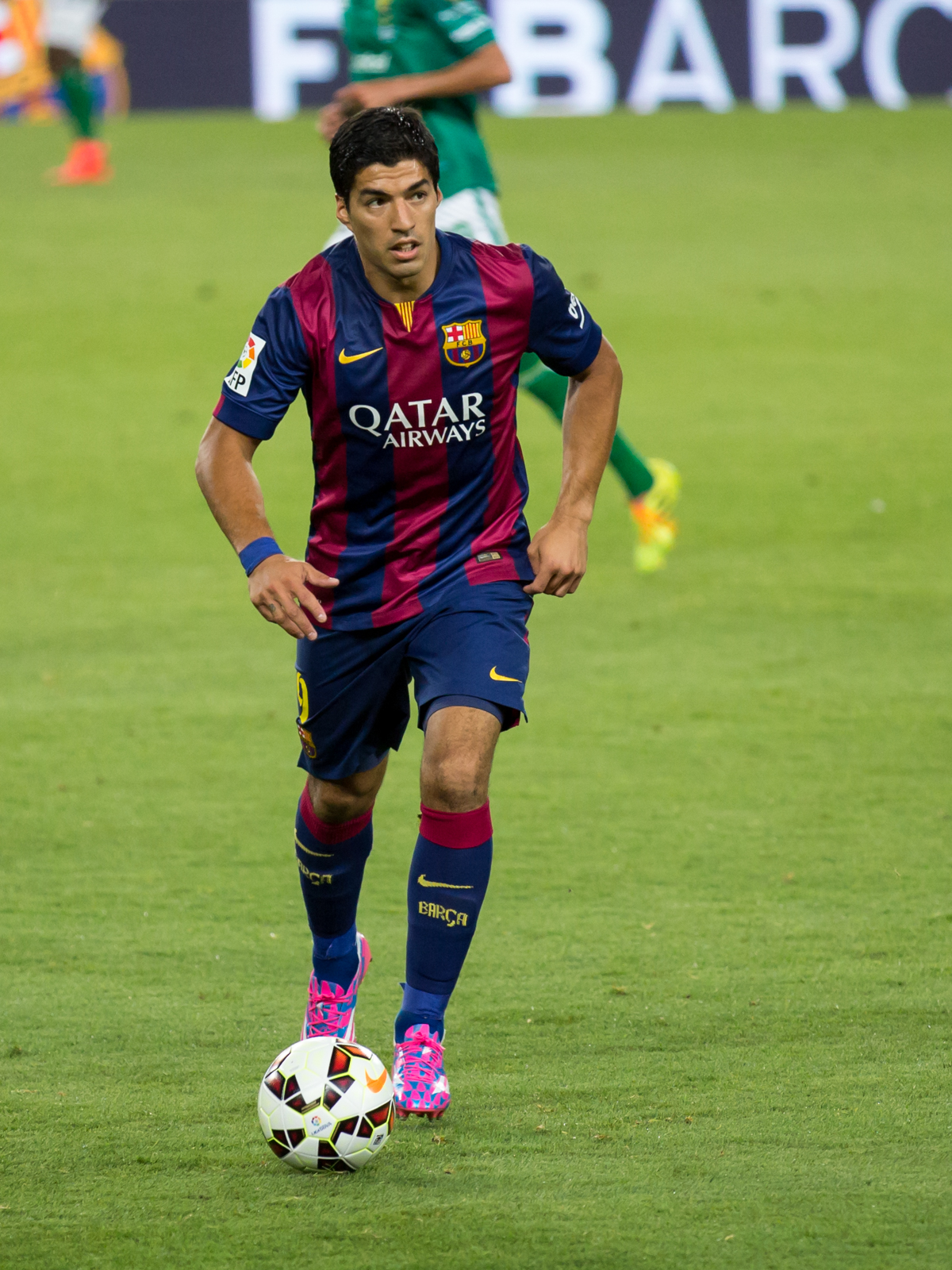
Luis Suárez im Trikot des FC Barcelona (2014)

Anfang Juli 2014 verhandelte der FC Liverpool mit dem FC Barcelona über einen möglichen Transfer Suárez’ zur Saison 2014/15. Spanische und britische Medien berichteten übereinstimmend, dass der FC Barcelona für einen Transfer Suárez’ bereit sei, die in einer Ausstiegsklausel im laufenden Spielervertrag festgelegte Mindestablösesumme von 81,25 Millionen Euro zu zahlen, wodurch er zu einem der teuersten Spieler weltweit wurde. Um den Wechsel zu ermöglichen, soll Suárez sich bereit erklärt haben, ein geringeres Jahresgehalt als die geschätzten 12 Millionen Euro netto, die er in Liverpool verdiente, zu akzeptieren. Am 11. Juli 2014 wurde der Transfer offiziell bestätigt. Am 25. Oktober 2014 feierte er sein Debüt in der Primera División, als er bei der 1:3-Niederlage gegen Real Madrid in der Startelf stand und den einzigen Treffer Barcelonas vorbereitete. Insgesamt trug er in der Saison 2014/15 mit 16 Treffern in 27 bestrittenen Ligaspielen zum Gewinn der Spanischen Meisterschaft bei. Auch gewann er mit dem FC Barcelona die Copa del Rey der Saison 2014/15. Zudem lief er in zehn Partien (sieben Tore) der Champions League 2014/15 auf, die sein Verein dann auch gewann. In der Spielzeit 2015/16 wurde er 35-mal (40 Tore) in der höchsten spanischen Spielklasse und neunmal (acht Tore) in der Champions League eingesetzt. Er verteidigte mit der Mannschaft den Meistertitel und die Copa del Rey. In der Saison 2016/17 kam er 35-mal (29 Tore) in der Primera División und neunmal (drei Tore) in der Champions League zum Einsatz.
Im Dezember 2016 verlängerte Suárez nach Angaben seines Vereins den Vertrag beim FC Barcelona bis zum 30. Juni 2021. Im Vertrag wurde in einer Klausel festgehalten, dass er den Verein nur gegen Zahlung einer Ablösesumme von 200 Millionen Euro vor Vertragsablauf verlassen könne.
Mit 198 Pflichtspieltoren ist Suárez hinter Lionel Messi und César der drittbeste Torschütze in der Geschichte des FC Barcelona.

#### Atlético Madrid
Zur Saison 2020/21 wechselte Suárez für 9 Millionen Euro zum Ligakonkurrenten Atlético Madrid. Der 33-Jährige unterschrieb einen Vertrag bis zum 30. Juni 2022.
Am 17. Oktober 2020 beim 2:0-Sieg gegen Celta Vigo erzielte Suárez seinen 150. Treffer im 195. Spiel in La Liga. 2021 gewann er mit Atlético die spanische Meisterschaft. Suárez erzielte dabei am letzten Spieltag, beim 2:1-Auswärtssieg gegen Real Valladolid, den entscheidenden Siegtreffer, womit der Stadtrivale Real Madrid auf den zweiten Platz verwiesen wurde. Mit 21 Toren in der Liga hatte er erheblichen Anteil am Titel. Am vorletzten Spieltag der Saison 2021/22 verkündete Atlético Madrid den Abschied von Suárez, da sein auslaufender Vertrag nicht verlängert wurde. Er kam in seinen zwei Jahren für Atlético auf 40 Torbeteiligungen in 81 Partien.

#### Rückkehr nach Südamerika
Ende Juli 2022 kehrte Suárez zu Nacional Montevideo zurück. Bis zum Ende der Saison 2022 kam er auf 14 Ligaeinsätze, in denen er 8 Tore zum Gewinn der Meisterschaft beisteuerte.
Im Januar 2023 wechselte Suárez zum brasilianischen Erstligisten Grêmio Porto Alegre. Im Frühjahr absolvierte der Verein zunächst die Staatsmeisterschaft von Rio Grande do Sul, in der er in 12 Spielen 7 Tore zum Gewinn der Meisterschaft beitrug. In der anschließenden Série-A-Saison 2023 folgten 17 Tore in 33 Einsätzen, womit er hinter Paulinho der zweitbeste Torschütze der Spielzeit wurde. Grêmio wurde Vizemeister.

#### Inter Miami
Im Januar 2024 schloss sich Suárez Inter Miami aus der Major League Soccer an. Er unterschrieb einen Vertrag für die Saison 2024. Dort traf er auf Lionel Messi, Sergio Busquets und Jordi Alba, mit denen er beim FC Barcelona zusammengespielt hatte. Beim 6:2-Sieg am 5. Mai 2024 über die New York Red Bulls erzielte er einen Hattrick, wobei sein zweiter Treffer in diesem Spiel auch sein 500. Pflichtspieltor auf Clubebene war. Suárez erzielte in der regulären Saison in 27 Spielen 20 Tore und trug somit maßgeblich dazu bei, dass die Mannschaft in der Eastern Conference den 1. Platz belegte und das MLS Supporters’ Shield gewann. In den anschließenden Play-offs, in denen der Uruguayer in 3 Spielen ein Tor erzielte, scheiterte man allerdings in der 1. Runde an Atlanta United.
Nach dem Saisonende verlängerte Suárez seinen Vertrag für die Saison 2025.

### Nationalmannschaft
Suárez spielte bereits in der U20-Nationalmannschaft Uruguays. Die U20-Südamerikameisterschaft 2007 in Paraguay verpasste er, da ihm trotz Intervention der AUF bei der FIFA keine Freigabe seines Arbeitgebers FC Groningen erteilt wurde. Er nahm aber mit der U20, gemeinsam unter anderem mit seinen späteren A-Nationalmannschafts-Weggefährten Edinson Cavani und Martín Cáceres, an der U20-Weltmeisterschaft 2007 teil. Am 7. Februar 2007 absolvierte Suárez dann sein erstes Spiel mit der uruguayischen A-Nationalmannschaft. Beim Spiel gegen Kolumbien sah er in der 85. Minute die gelb-rote Karte. Beim 5:0-Sieg gegen Bolivien am 13. Oktober 2007 erzielte der Stürmer seinen ersten Treffer für die uruguayische Auswahl. In der Folgezeit entwickelte er sich an der Seite insbesondere Diego Forláns und Diego Luganos zu einem der Leistungsträger der Celeste.
Bei der Weltmeisterschaft 2010 in Südafrika gehörte er zum uruguayischen Aufgebot und trug während des Turniers die Rückennummer 9. Er trug zum Halbfinaleinzug Uruguays, der Überraschungsmannschaft des Turniers, unter anderem dadurch bei, dass er im Viertelfinale beim Stand von 1:1 einen Torschuss Ghanas auf der Linie des uruguayischen Tors in der letzten Minute der Verlängerung mit der Hand abwehrte, wofür er mit der Roten Karte vom Platz gestellt wurde und Ghana einen Strafstoß erhielt. Der Ghanaer Asamoah Gyan traf jedoch nur die Latte. Anschließend gewann Uruguay im Elfmeterschießen und zog ins Halbfinale ein, in dem die Mannschaft gegen die Niederlande mit 2:3 knapp das WM-Finale verpasste. Suárez selbst war nach seinem Platzverweis automatisch für das Spiel gesperrt gewesen. Im Spiel um Platz 3, welches Uruguay mit 2:3 erneut knapp verlor, kam er gegen Deutschland ein weiteres Mal zum Einsatz.
Sehr erfolgreich für Suárez verlief die Copa América 2011 in Argentinien: Sein erstes Tor in diesem Turnier erzielte er gleich im ersten Gruppenspiel seiner Mannschaft, einem 1:1 gegen Peru. Das Viertelfinale gegen den großen Favoriten Argentinien endete nach Verlängerung mit 1:1; beim anschließenden Elfmeterschießen, das Uruguay für sich entscheiden konnte, verwandelte Suárez seinen Elfmeter. Beim 2:0-Sieg Uruguays im Halbfinale – wieder gegen Peru – erzielte Suárez gleich beide Treffer und führte seine Mannschaft erstmals seit 12 Jahren in das Finale der Copa América. Im Endspiel gegen Paraguay, das von seiner Mannschaft mit 3:0 gewonnen wurde, erzielte er in der 11. Minute die Führung und lieferte Diego Forlán die Vorlage zum 3:0. Suárez wurde für seine Leistungen zum besten Spieler des Turniers gewählt. Außerdem war er mit vier Treffern zweitbester Torschütze hinter Paolo Guerrero, der ein Tor mehr erzielt hatte.
Die Qualifikation zur Weltmeisterschaft 2014 sorgte für einen weiteren Höhepunkt in Suárez’ Karriere, als er am 11. November 2011 im Spiel gegen Chile als erster Uruguayer vier Tore in einem WM-Qualifikationsspiel schoss. Eine solche Zahl an Toren in einer Begegnung hatte in der Geschichte der Celeste zuletzt Javier Ambrois im März 1957 gegen Ecuador erzielt.
2012 wurde Suárez als einer von drei älteren Spielern in den uruguayischen Kader für das olympische Fußballturnier in London berufen und war Kapitän der Mannschaft. Die U23 Uruguays verlor beim 0:2 gegen den Senegal erstmals ein Spiel bei den olympischen Spielen – hatte aber seit 1928 nicht mehr teilgenommen – und schied als Gruppendritter nach der Vorrunde aus.
Seit dem 6. September 2013 ist Suárez alleiniger Rekordtorschütze Uruguays vor Diego Forlán, mit dem er diese Ehre einige Male hatte teilen müssen. In der Qualifikation der Südamerikagruppe für das WM-Turnier 2014 war Suárez mit elf Treffern erfolgreichster Torschütze vor dem Zweitplatzierten Lionel Messi (10 Tore). Trotzdem erreichte Uruguay in der Südamerikagruppe nur den fünften Rang und qualifizierte sich erst in einem interkontinentalen Play-off gegen Jordanien, wobei Suárez in den beiden Spielen (5:0, 0:0) torlos blieb.
Bei der Weltmeisterschaft 2014 in Brasilien gehörte Suárez erneut dem Aufgebot Uruguays an. Nach einer 1:3-Auftaktniederlage gegen Costa Rica hielt Suárez seine Mannschaft mit zwei Treffern beim darauffolgenden 2:1 gegen England im Turnier. Für seinen Schulterbiss im dritten WM-Vorrundenspiel gegen Italien am 24. Juni 2014 gegen den Italiener Giorgio Chiellini, den der Schiedsrichter Marco Antonio Rodríguez Moreno nicht gesehen hatte, wurde Luis Suárez von der FIFA für neun Spiele und vier Monate gesperrt. Das Spiel gewann Uruguay 1:0 und schied danach ohne Suárez im Achtelfinale gegen Kolumbien mit 0:2 aus.
Für die Weltmeisterschaft 2018 wurde er erneut ins uruguayische Aufgebot aufgenommen. Im zweiten und dritten Gruppenspiel, gegen Saudi-Arabien und Russland, traf er jeweils einmal und absolvierte gegen ersteren Gegner zudem sein 100. Länderspiel. Er kam auch bei der Copa América 2019, Copa América 2021, der Weltmeisterschaft 2022 und der Copa América 2024 zum Einsatz. Insgesamt hat nach seinem letzten Einsatz am 6. September 2024 143 Länderspiele absolviert, in denen er 69 Tore erzielte.

## Kontroversen um grob unsportliches Verhalten

### 2003: Tätlicher Angriff auf einen Schiedsrichter
Als 16-jähriger Jugendspieler bei Nacional Montevideo attackierte Suárez im November 2003 den Schiedsrichter Luis Larrañaga mit einem Kopfstoß, der eine stark blutende Verletzung verursachte. Larrañaga hatte Suárez unmittelbar zuvor im vorletzten Saisonspiel wegen Protestierens nach einer gelben Karte wegen Foulspiels des Feldes verwiesen, womit Suárez auch vom entscheidenden Abschlussspiel um die Meisterschaft ausgeschlossen wurde. Wegen seines Kopfstoßes wurde er vom Verband für elf Spiele gesperrt.

### 2007: Schlägerei mit Albert Luque
Im November 2007 während eines Ligaspiels für seinen neuen Verein Ajax Amsterdam eskalierte eine Meinungsverschiedenheit mit Suárez’ Mannschaftskollegen Albert Luque zu einer Schlägerei in der Halbzeitpause, bei der die beiden von Mitspielern getrennt werden mussten und vom Trainer für den Rest des Spiels vom Platz genommen wurden. Aufgrund des vorzeitig erschöpften Auswechselkontingents musste die Mannschaft nach einer Verletzung eines Mitspielers die letzten 20 Minuten des Spiels zu zehnt bestreiten. Sowohl Luque als auch Suárez wurden von Ajax mit einer Geldstrafe belegt.

### 2010: Torverhinderung durch absichtliches Handspiel im WM-Viertelfinale
Bei der Fußball-Weltmeisterschaft in Südafrika verhinderte Suárez im Juli 2010 in der letzten Minute der Verlängerung der Viertelfinal-Begegnung Uruguays gegen Ghana durch ein absichtliches Handspiel auf der Torlinie ein Tor und wurde daraufhin vom Platz gestellt. Der anschließende Handelfmeter für Ghana zum möglichen Siegtor zum 2:1 wurde verschossen und Uruguay setzte sich im folgenden Elfmeterschießen mit 4:2 durch. Suárez verpasste aufgrund der mit dem Platzverweis verbundenen Spielsperre das spätere Halbfinale gegen die Niederlande. Suárez verließ nicht, wie nach roten Karten üblich, sofort den Innenraum, sondern schaute der Ausführung des Elfmeterschusses von der Seitenlinie aus zu und bejubelte den Fehlschuss. Später bezeichnete er sein Handspiel auf der Torlinie als „die beste Torwartparade der WM“.

### 2010: Beißen eines Gegenspielers
Beim Spiel der niederländischen Eredivisie im November 2010 zwischen Ajax Amsterdam und dem PSV Eindhoven biss Suárez seinen Gegenspieler Otman Bakkal nach einem Wortgefecht während einer Spielunterbrechung in die vordere rechte Schulter. Der Schiedsrichter hatte den Vorfall nicht gesehen, doch der niederländische Fußballverband verhängte gegen Suárez aufgrund der Fernsehbilder eine Sperre von sieben Spielen. Bei der Bemessung der Strafe berücksichtigten die Offiziellen auch das vorangegangene Verhalten des Spielers. Im Eröffnungsspiel der Saison vier Monate zuvor hatte Suárez wegen groben Foulspiels einen Platzverweis erhalten, der eine Drei-Spiele-Sperre nach sich zog, von der ein Spiel zur Bewährung ausgesetzt war. Suárez hatte sich während seiner Jahre in den Niederlanden bereits eine unrühmliche Reputation aufgrund häufiger „Schwalben“ und Diskussionen mit Schiedsrichtern und daraus resultierender Verwarnungen erworben. Sowohl in Groningen als auch in Amsterdam hatten Vereinsverantwortliche versucht, die Häufigkeit seiner Unsportlichkeiten zu reduzieren, durch die er häufig dem eigenen Team schadete.

### 2011: Rassistische Beleidigung gegenüber Patrice Evra
Am 20. Dezember 2011 wurde Suárez in einem international aufmerksam beachteten Streitfall wegen rassistischer Äußerungen gegenüber Patrice Evra für acht Spiele gesperrt und mit einer Geldstrafe von 40.000 Pfund belegt. Der englische Verband sah es nach einer ausführlichen Untersuchung der von Evra erhobenen Vorwürfe als erwiesen an, dass Suárez seinen Gegenspieler im Oktober 2011 in einem Fußballspiel zwischen dem FC Liverpool und Manchester United mehrmals in abwertender und provozierender Absicht auf seine Hautfarbe angesprochen habe, und bewertete die von Suárez zu seiner Verteidigung vorgebrachte Darstellung der Vorfälle und vor allem des Wortwechsels auf dem Rasen als in zahlreichen zentralen Punkten unglaubwürdig. Mit breiter Unterstützung insbesondere seines Vereins und aus seiner uruguayischen Heimat hatte Suárez sich im Verlauf der Kontroverse vor allem als Opfer falscher Anschuldigungen Evras sowie einer kulturell bedingten Fehlinterpretation des spanischen Wortes „negro“ präsentiert, das er dem dunkelhäutigen Evra gegenüber nicht mehrmals abwertend, sondern im Gegenteil nur ein einziges Mal und dabei sogar in versöhnlicher und freundschaftlicher Absicht gebraucht haben wollte.
Der Skandal fand eine unerwartete Fortsetzung, als Suárez am 11. Februar 2012 beim nächsten Aufeinandertreffen der beiden Vereine nach Ablauf seiner Sperre Evra demonstrativ den Handschlag verweigerte. In einem ausführlichen Interview mit dem russischen Auslandsfernsehsender Russia Today im Mai 2012 bezeichnete Suárez seine Bestrafung durch die FA rückblickend als „seltsam und unglaublich“, weil er „ohne jeden Beweis gesperrt“ worden sei. Er stellte sich als Opfer einer Verschwörung dar: Der Verband habe offensichtlich versuchen müssen, einen Liverpool-Spieler aus dem Verkehr zu ziehen, da habe seine Sperre gut gepasst.

### 2013: Erneutes Beißen eines Gegners
Im April 2013 wurde Suárez für zehn Spiele gesperrt, nachdem er – wie zweieinhalb Jahre zuvor – einen Gegenspieler gebissen hatte, diesmal Branislav Ivanović in einem Ligaspiel gegen den FC Chelsea. Auch der damalige britische Premierminister David Cameron äußerte sich zwischen Bekanntwerden des vom Schiedsrichterteam unbemerkten Vorfalls und der Verhängung der Strafe durch die englische Football Association zu Suárez’ Tätlichkeit. Unter Hinweis auf die Vorbildfunktion von Fußballstars ließ Cameron über seinen Sprecher erklären, dass er eine besonders harte Bestrafung für angemessen halte.

### 2014: Beißen bei der WM
Am 24. Juni 2014 biss Suárez im letzten Vorrundenspiel der WM 2014 gegen Italien seinen Gegenspieler Giorgio Chiellini abseits des Balls von hinten in die Schulter. Nachdem Chiellini mit dem linken Ellenbogen nach hinten schlug und zusammensackte, ließ sich auch Suárez auf den Rasen fallen und hielt sich mit schmerzverzerrtem Gesicht den Oberkiefer. In einem Interview behauptete Suárez nach dem Spiel, Chiellini habe ihn mit der Schulter gestoßen und ihn so auch am Auge verletzt. Solchen Dingen, die im Strafraum ständig passierten, solle man aber keine große Bedeutung beimessen. Da der Schiedsrichter die Aktion nicht gesehen hatte, wurde die FIFA-Disziplinarkommission anhand der Fernsehbilder tätig und prüfte eingereichte schriftliche Stellungnahmen der beteiligten Seiten zum Vorfall.
Als Sanktion erhielt Suárez einen viermonatigen Ausschluss von allen fußballbezogenen Aktivitäten einschließlich eines weltweiten Stadionverbots und zusätzlich eine Sperre für neun offizielle Länderspiele nebst Geldstrafe in Höhe von 100.000 Schweizer Franken. Zudem wurde ihm die WM-Akkreditierung entzogen und der Kontakt zur Nationalmannschaft untersagt. Unter Berufung auf den noch unveröffentlichten Bericht der Disziplinarkommission meldete Reuters, das unabhängige FIFA-Gremium habe die mangelnde Einsicht Suárez’ in die Regelwidrigkeit seines Handelns als strafverschärfend gewertet. Eine Sperre von sechs Spielen, wie etwa als minimale Bestrafung für Anspucken des Gegners ausdrücklich vorgesehen, sei für nicht ausreichend befunden worden, zumal die zwei vorangegangenen Sperren wegen absichtlichen Beißens keine Einstellung dieses inakzeptablen Verhaltens bewirkt hätten. Da der Ausschluss sofort nach Mitteilung wirksam wurde, musste Suárez den WM-Kader Uruguays unmittelbar verlassen und reiste in sein Heimatland, wo er von ihn unterstützenden Menschenmengen einschließlich des Staatspräsidenten José Mujica zum Empfang erwartet wurde.
Die Sanktionen der FIFA lösten unterschiedlichste Reaktionen aus. Sie wurden unter anderem von Diego Maradona als überzogen kritisiert. Er beschimpfte die internationalen Fußball-Idole Pelé und Franz Beckenbauer als „zwei Idioten“, da sie die FIFA-Maßnahme positiv bewertet hatten. Auch der betroffene Gegenspieler Chiellini bezeichnete das Strafmaß als übertrieben. Die Internationale Spielergewerkschaft FIFPro sah darin eine direkte Verletzung der Arbeitnehmerrechte. Auch Nationaltrainer Óscar Tabárez, der eine Sanktion zwar generell für gerechtfertigt erachtete, kritisierte deren Ausmaß und die Behandlung von Suárez. Ex-Nationaltrainer Jorge Fossati äußerte sich besorgt, dass nicht die Spielsperre das Problem sei, sondern die Tatsache, dass Suárez für einen Fehler im Rahmen eines Fußballspiels wie ein Verbrecher behandelt werde. Aus der uruguayischen Heimat erhielt Suárez unter anderem Unterstützung seitens des uruguayischen Staatspräsidenten José Mujica. Auch die Legislative bezog in Uruguay Stellung zum Vorfall. So verabschiedete das Regionalparlament Junta Departamental de Montevideo auf seiner Sitzung vom 26. Juni 2014 eine Resolution, in der es seine Solidarität mit Suárez zum Ausdruck brachte. Die prominenteste kritische Stimme zu Suárez in Uruguay war die des letzten noch lebenden uruguayischen Weltmeisters von 1950 Alcides Ghiggia, der seine Kritik zudem rund einen Monat nach dem Vorfall erneuerte.
Mehrere prominente Verteidiger Suárez’ gegen die Kritik an seinem Biss sahen ihn beziehungsweise das Land Uruguay als Opfer unterschiedlicher Verschwörungen. Staatspräsident Mujica sprach zunächst vor Verkündung der Sanktion von einer Rufmordkampagne gegen Suárez und sagte, er habe Suárez niemanden beißen sehen. Später bezeichnete er die Bestrafung als eine „ewige Schande“ für die FIFA und „einen der dunkelsten Momente in der Geschichte des Weltfußballs“. Es handele sich um eine „monströse Aggression“ nicht nur gegen einen Spieler, sondern gegen ein ganzes Land. Uruguay werde härter bestraft als andere Länder, weil es eine „winzige Nation“ und für die von kommerziellen Interessen geleitete FIFA ohne Gewicht sei. Diego Maradona erklärte, die Sanktion sei eine Bestrafung der FIFA gegen sieben uruguayische Fußballvereine, die gegenüber dem Kontinentalverband CONMEBOL eine höhere Beteiligung an Fernseherlösen gefordert hatten. Suárez’ Rechtsanwalt, das Vorstandsmitglied des Uruguayischen Fußballverbands Alejandro Balbi, sagte dagegen, die Ermittlungen gegen den Spieler seien zweifelsfrei darauf zurückzuführen, dass England und Italien von Uruguay aus der Weltmeisterschaft gestoßen worden seien. Außerdem bestehe ein Interesse, Uruguay als möglichen späteren Gegner des Gastgebers Brasilien zu schwächen, weswegen man Suárez ausschalten wollte. In ähnlicher Weise äußerte sich der Nationaltrainer Óscar Tabárez, der der internationalen Presse ein Aufbauschen des Falls vorwarf und aus Protest gegen den „Machtmissbrauch“ der Disziplinarkommission seine Mitarbeit in der Strategiekommission der FIFA niederlegte. Mannschaftskapitän Lugano bestritt zunächst, dass es in dem Spiel überhaupt einen bedeutsamen Zwischenfall gegeben habe, bezeichnete Chiellini als „Heulsuse“ und beschuldigte englische Medien einer gezielten Kampagne gegen Suárez. Dieser werde zum Opfer gemacht, weil er aus Uruguay komme, einem Land der Dritten Welt, das in der FIFA keine Stimme habe. Die Sanktion bezeichnete er als „Barbarei“ und „Menschenrechtsverletzung.“
Mehrere Kommentatoren, insbesondere aus Europa, sahen in Suárez’ Ausfällen Anzeichen für eine therapiebedürftige psychische Störung. So empfahl FIFA-Generalsekretär Jérôme Valcke Suárez dringend, professionelle Hilfe anzunehmen und sich einer Behandlung zu unterziehen. Auch Suárez ehemaliger Ajax-Trainer Frank de Boer betonte den psychologischen Aspekt in Suárez’ auffälligem Verhalten und äußerte die Vermutung, Suárez’ Beiß-Attacken in Stresssituationen seien auf Kindheitserfahrungen zurückzuführen. Gordon Taylor, Geschäftsführer der englischen Spielergewerkschaft PFA, die Suárez bereits nach seinem Biss gegen Ivanović professionelle Hilfe beim Umgang mit emotionaler Belastung angeboten hatte, sagte in Übereinstimmung mit FIFPro, die FIFA-Sanktion hätte mit einer verpflichtenden psychologischen Beratung und Therapie für Suárez verbunden werden sollen.
Am 30. Juni 2014 veröffentlichte Suárez schließlich eine schriftliche Erklärung, in der er ein absichtliches Beißen nicht zugab, sondern lediglich einen Zusammenstoß, bei dem allerdings sein Gegenspieler durch ihn zu Schaden gekommen sei: „Die Wahrheit ist, dass mein Kollege Chiellini bei seiner Kollision mit mir das physische Ergebnis eines Bisses erlitten hat.“ Er erklärte sein Bedauern über das Vorgefallene, bat Chiellini und „die gesamte Fußballfamilie“ um Entschuldigung und versprach, dass er nie wieder in einen solchen Vorfall verwickelt sein werde.
Am 3. Juli 2014 bestätigte die FIFA den Eingang des vom uruguayischen Fußballverband eingelegten Einspruchs gegen die Sanktion. Eine Woche später wies die Berufungskommission der FIFA den Einspruch ab und bestätigte die Entscheidung der Disziplinarkommission in allen Punkten.
Auf die Sperre hin hatte der kosovarische Verein KF Hajvalia sein Interesse an Suárez bekundet und bot seinem damaligen Verein FC Liverpool 30.000 Euro Ablöse für eine viermonatige Ausleihe während seiner Sperre und Suarez ein monatliches Gehalt von rund 1500 Euro an. Der Club begründete dies damit, dass Kosovo kein anerkanntes Land der FIFA und der kosovarische Fußballverband damit auch kein FIFA-Mitglied sei, und Suárez dort so trotz Sperre spielen könne. Die FIFA stellte daraufhin klar, dass Suárez auch nicht im Kosovo spielen darf. Würde er in den Kosovo wechseln und dort eingesetzt werden, was gegen die Sperre verstoßen würde, würden neue Ermittlungen der FIFA-Disziplinarkommission eingeleitet, was eine Verschärfung der derzeitigen Sperre zur Folge haben könnte.
Die Sperre wurde Mitte August vom CAS, der von Suárez, dem FC Barcelona und dem uruguayischen Fußballverband angerufen wurde, auf Pflichtspiele reduziert, womit er in Freundschaftsspielen eingesetzt werden konnte. Ab dem 25. Oktober 2014 war Suárez wieder spielberechtigt.

## Titel und Auszeichnungen

### Nationalmannschaft
- Copa-América-Sieger: 2011

### Vereine
International
- Champions-League-Sieger: 2015
- Klub-Weltmeister: 2015
- UEFA-Super-Cup-Sieger: 2015

Uruguay
- Meister: 2006, 2022

Niederlande
- Supercupsieger: 2007 (ohne Einsatz)
- Pokalsieger: 2010

England
- Ligapokalsieger: 2012

Spanien
- Meister (5): 2015, 2016, 2018, 2019 (alle FC Barcelona), 2021 (Atlético Madrid)
- Pokalsieger (4): 2015, 2016, 2017, 2018
- Supercupsieger: 2016

Brasilien
- Staatsmeister von Rio Grande do Sul: 2023
- Recopa Gaúcha: 2023

USA
- MLS-Supporters-Shield-Sieger: 2024

### Persönliche Auszeichnungen
- Torschützenkönig

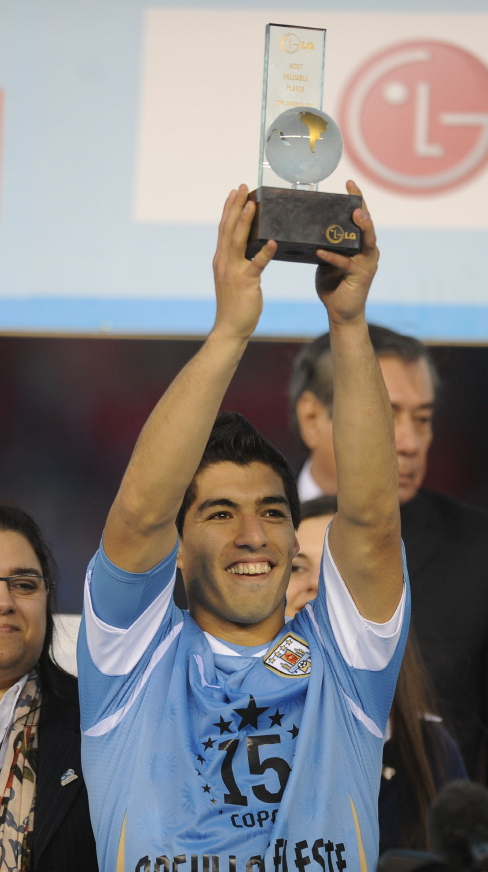
Suárez mit der Auszeichnung als bester Spieler der Copa América 2011

  - der niederländischen Ehrendivision: 2009/10
  - der englischen Premier League: 2013/14
  - der FIFA-Klub-Weltmeisterschaft: 2015
  - der spanischen Primera División: 2015/16
  - der Qualifikation zur Fußball-Weltmeisterschaft (CONMEBOL): 2014
  - Goldener Schuh der UEFA: 2014, 2016
- Bester Spieler
  - der Copa América: 2011
  - der FIFA-Klub-Weltmeisterschaft: 2015
- Nominierung für den Ballon d’Or: 2011, 2013, 2015, 2016, 2017, 2018, 2021
- Fußballer des Jahres der Niederlande: 2010
- Premier League Player of the Season: 2014
- Premier League Player of the Month: 12/2013, 3/2014
- Spieler des Monats der Primera División (4): Mai 2016, Dezember 2017, Oktober 2018 und Dezember 2019
- Fußballer des Jahres in der Premier League 2013 (ausgezeichnet durch Football Supporters Federation)[106]
- Spieler des Jahres in England 2013/14 (ausgezeichnet durch die Spielergewerkschaft)[107]
- Fußballer des Jahres 2014 (ausgezeichnet durch die englische Football Writers’ Association im Mai 2014)[108]
- FIFA/FIFPro World XI: 2016
- Bola de Ouro: 2023

## Privates
Im März 2009 heiratete Suarez standesamtlich in Amsterdam seine langjährige Freundin Sofía Balbi. Die kirchliche Hochzeit fand später in Uruguay statt. Das Paar war schon seit 2002 in Montevideo liiert. Die zwei Jahre jüngere Sofía war damals 13 Jahre alt. Im Alter von 16 Jahren zog Sofía mit ihm in Groningen zusammen. Die Beziehung zu Balbi, deren Eltern im Oktober 2003 mit ihr von Uruguay nach Barcelona auswanderten, war ein wesentlicher Motivationsfaktor für Suárez, der sich nach der räumlichen Trennung zum Ziel setzte, seiner Freundin als Profi-Fußballer nach Europa zu folgen.
Seit August 2010 ist Suárez Vater einer in Barcelona geborenen Tochter namens Delfina. Zudem ist er Vater eines in England geborenen Sohnes namens Benjamín. An seinem rechten Handgelenk hat er ein Tattoo mit dem Namen seiner Tochter, das im Zuge eines für ihn typischen Torjubels nach jedem von ihm erzielten Treffer küsst. Teile der Anhängerschaft Liverpools leiteten daraus, dass es sich bei dem Tattoo um ein Anagramm von Anfield handelt, auch einen Bezug zu seinem vormaligen Arbeitgeber her. Suárez stellte jedoch klar, dass dies ein Zufall sei und verwies darauf, dass seine Tochter bereits vor seinem Wechsel nach Liverpool geboren wurde.
Sein älterer Bruder Paolo Suárez ist ebenfalls Fußball-Profi, steht als Stürmer bei AD Isidro Metapán in El Salvador unter Vertrag und erwarb im November 2011 auf Betreiben des nationalen Fußballverbands die salvadorianische Staatsbürgerschaft. Er konnte aufgrund geltender FIFA-Regeln bisher jedoch noch nicht für ein Länderspiel nominiert werden. Auch sein Bruder Maximiliano Suárez ist als Fußballspieler in El Salvador tätig. Der jüngste der vier Brüder, Diego Suárez, stand im Jahr 2014 zuletzt im Kader des uruguayischen Erstligisten Miramar Misiones. Als Berater von Luis Suárez fungiert Pere Guardiola, der Bruder von Pep Guardiola.

## Trivia
Suárez’ Angriff auf einen Schiedsrichter 2003 erhielt durch einen Kriminalfall ein Nachspiel, an dem Suárez selbst jedoch nicht mehr beteiligt war: Auf Suárez’ tätlichen Angriff folgte eine versuchte Nötigung durch Nelson Spillman, den für Jugendfußball verantwortlichen Funktionär im uruguayischen Fußballverband, der den Schiedsrichter Luis Larrañaga zur Streichung des Vorfalls aus dem Spielberichtsbogen zwingen wollte, um den Jungstar seines Lieblingsvereins zu schützen. Wenige Tage nachdem der Sportjournalist Ricardo Gabito den verbandsinternen Protest Larrañagas gegen Spillman öffentlich gemacht hatte, sollte Gabito im Auftrag des Funktionärs getötet werden, wurde jedoch nur angeschossen, wofür später Spillman, dessen tatbeteiligter Bruder sowie der beauftragte Schütze zu Gefängnisstrafen verurteilt wurden.
Nach dem Biss gegen Chiellini während der Weltmeisterschaft 2014 berichtete die Nachrichtenagentur Associated Press, dass nach Angaben eines schwedischen Wett-Unternehmens rund 150 Personen europaweit darauf gewettet hatten, dass Suárez während des Turniers eine Person beißen würde. Den höchsten Gewinn erzielte dabei ein Norweger mit rund 3000 Dollar Wetterlös.
Nach der Beißattacke auf seinen Gegenspieler wurde Suárez in den Medien mit diversen Synonymen bedacht. Darunter befanden sich Namen wie zum Beispiel Caníbal (Kannibale), Vampiro (Vampir), Zombie, Pitbull, Mike Tyson oder Tiburón (Hai). In der deutschsprachigen Presse wurde er unter anderem „Beißer“ genannt – in Anlehnung an den durch Richard Kiel verkörperten Verbrecher in James-Bond-Filmen. Im Raum Erlangen wurde in den Medien eine Schnappschildkröte nach ihm benannt, die von 2014 bis 2016 im Bereich des Dechsendorfer Weihers lebte.
Bei einer im September 2020 durchgeführten Sprachzertifizierungsprüfung zur italienischen Staatsbürgerschaft bei Suarez fielen den italienischen Behörden Unregelmäßigkeiten auf. In einem aufgezeichneten Telefongespräch, gesprochen von der Rektorin der Universität Giuliana Grego, stellte sich heraus, dass die Themen des mündlichen Teils vorbesprochen waren, der schriftliche Teil entfallen ist und das Bestehen im Voraus bereits abgesprochen wurde. Als Konsequenz dieser Fälschung wurden sowohl die Rektorin der Ausländeruniversität von Perugia als auch der Generaldirektor der Universität Perugia für acht Monate suspendiert. Der Sportchef von Juventus Turin Fabio Paratici sowie der Rechtsanwalt des Vereins mussten sich wegen Falschaussage vor Gericht verantworten.